# Inter-Services Intelligence
Inter-Service Intelligence (ISI) (en urdú: بین الخدماتی استخبارات) és l'agència de serveis d'intel·ligència del Pakistan, amb seu a Islamabad, responsable operativa de la recollida, el processament i l'anàlisi de la informació de seguretat nacional d'arreu del món. Com un dels principals òrgans de la comunitat d'intel·ligència pakistanesa, l'ISI informa al seu director general i se centra, principalment, en proporcionar informació al govern del Pakistan.
La seva funció principal és la de servir els militars assignats de les tres branques de les Forces Armades del Pakistan (Exèrcit, Força Aèria i Armada) i d'aquí el nom d'«Inter-Service» (en català "Inter-Serveis"). Tot i això, l'agència també recluta molts civils. Des de 1971 ha estat dirigida per un general de tres estrelles al servei de l'exèrcit, que és designat pel Primer Ministre, per recomanació del cap de l'estat major de l'exèrcit, que recomana tres oficials per a la feina. L'ISI està actualment encapçalat pel tinent general Faiz Hameed, que va ser nomenat director general el 17 de juny de 2019. El director general informa directament tant al primer ministre com al cap de l'exèrcit.
L'agència va obtenir reconeixement i fama mundial a la dècada de 1980, quan va donar suport als mujahidins afganesos contra la Unió Soviètica durant la guerra afganosoviètica a la llavors República Democràtica de l'Afganistan. Durant la guerra, l'ISI va treballar en estreta coordinació amb l'Agència Central d'Intel·ligència (CIA) dels Estats Units d'Amèrica per formar i finançar els mujahidins amb fons estatunidencs, pakistanesos i saudites. Després de la caiguda de la Unió Soviètica, l'agència va proporcionar suport estratègic i intel·ligència als talibans afganesos contra l'Aliança del Nord durant la Guerra civil afganesa a la dècada de 1990.